# Jassargus bicorniger
Jassargus bicorniger är en insektsart som beskrevs av Then 1896. Jassargus bicorniger ingår i släktet Jassargus och familjen dvärgstritar. Inga underarter finns listade i Catalogue of Life.